# José Roca y Ponsa
José Roca y Ponsa (en espagnol) ou Josep Roca i Ponsa (en catalan), surnommé El Magistral de Sevilla, né à Vic le 20 mars 1852 et mort à Las Palmas de Gran Canaria le 15 janvier 1938,, est un prêtre, écrivain et polémiste traditionaliste.